# Stenandriopsis
Stenandriopsis là chi thực vật có hoa trong họ Acanthaceae.